# Elena Joly
Elena Joly (Елена Жоли) est une écrivaine et journaliste née à Moscou qui vit et travaille à Paris. Elena Joly est connue pour la biographie du général Mikhaïl Kalachnikov, créateur du fusil AK-47, publié dans le livre Ma vie en rafales,,,.
Elle a dirigé la collection des lettres russes aux éditions Actes Sud.
Elle a réalisé pour la Mairie de Paris un film documentaire et poétique, La Vie parisienne sur la Seine (2000).

## Principaux ouvrages
- La Troisième mort de Staline, entretiens avec des intellectuels gorbatchéviens, Actes Sud, 1989
- Ma vie en rafales, Mikhaïl Kalachnikov, Seuil, 2002. Traduit en plusieurs langues : en anglais, en portugais (Brésil), en portugais (Portugal), en allemand, en polonais, en japonais.
- Vaincre à tout prix, entretiens avec des combattants russes de la Seconde Guerre mondiale, Le Cherche midi, 2005 . Traduit en russe.
- Les Deux Vies de Grace Kelly (Две жизни Грейс Келли, Вагриус Плюс), 2009
- Cuisine russe à la sauce française, avec Gérard Depardieu, bilingue français et russe, EKSMO, 2014
- Un dîner de fête avec Pierre Richard, bilingue français et russe, EKSMO, 2017
- Les Russes sont-ils fous ?, EJP Publications, 2022

## Traductions et autres
- Tatiana Tolstoï, Somnambule dans le brouillard, Je suis née à Leningrad, Actes Sud
- Victoria Tokareva, Rien de spécial, Actes Sud
- Alexandre Bouravsky, L'An II de la liberté, Actes Sud
- Mikhaïl Shatrov, Plus loin... plus loin... plus loin !, Actes Sud
- Iossif Guerassimov, On frappe à la porte, Actes Sud
- Vladimir Makanine, Le Précurseur, Actes Sud
- Sergueï Bodrov, Liberté = Paradis, Actes Sud
- Emmanuel Kazakevitch, Deux hommes dans la steppe, L'Âge d'homme
- Valentin Raspoutine, Mes leçons de français, Librairie du Globe
- Anatoli Gygouline, Les Pierres noires, Actes Sud
- Viatcheslav Pietsoukh, La Nouvelle Philosophie moscovite, Actes Sud